# Darüşşafaka Spor Kulübü 2017-2018
Questa voce raccoglie le informazioni riguardanti il Darüşşafaka Spor Kulübü nelle competizioni ufficiali della stagione 2017-2018.

## Stagione
La stagione 2017-2018 del Darüşşafaka Spor Kulübü è la 22ª nel massimo campionato turco di pallacanestro, la Basketbol Süper Ligi.

## Roster
Aggiornato al 18 agosto 2018.
| Darüşşafaka Spor Kulübü 2017-18 | Darüşşafaka Spor Kulübü 2017-18 |
| Giocatori                       | Staff tecnico                   |
| ------------------------------- | ------------------------------- |

| N. | Naz.                   | Ruolo | Nome               | Anno | Alt.   | Peso   |  |
| -- | ---------------------- | ----- | ------------------ | ---- | ------ | ------ |  |
| 0  | Stati Uniti (bandiera) | AP    | Stanton Kidd       | 1992 | 201 cm | 100 kg |  |
| 1  | Stati Uniti (bandiera) | P     | Scottie Wilbekin   | 1993 | 188 cm | 80 kg  |  |
| 3  | Turchia (bandiera)     | P     | Kartal Özmızrak    | 1995 | 188 cm | 74 kg  |  |
| 4  | Turchia (bandiera)     | PG    | Mert Akay          | 2000 | 196 cm |        |  |
| 5  | Turchia (bandiera)     | G     | Muhammed Baygül    | 1992 | 195 cm | 84 kg  |  |
| 9  | Turchia (bandiera)     | C     | Emircan Koşut      | 1995 | 216 cm | 100 kg |  |
| 10 | Turchia (bandiera)     | G     | Doruk Dora         | 1999 | 188 cm |        |  |
| 12 | Stati Uniti (bandiera) | P     | Will Cummings      | 1992 | 183 cm | 84 kg  |  |
| 13 | Turchia (bandiera)     | AP    | Okben Ulubay       | 1996 | 201 cm | 86 kg  |  |
| 18 | Turchia (bandiera)     | P     | Doğuş Özdemiroğlu  | 1996 | 194 cm | 88 kg  |  |
| 19 | Turchia (bandiera)     | C     | Furkan Aldemir (C) | 1991 | 207 cm | 104 kg |  |
| 23 | Cuba (bandiera)        | AP    | Howard Sant-Roos   | 1991 | 201 cm | 85 kg  |  |
| 25 | Stati Uniti (bandiera) | AC    | JaJuan Johnson     | 1989 | 208 cm | 98 kg  |  |
| 31 | Stati Uniti (bandiera) | GA    | James Bell         | 1992 | 196 cm | 100 kg |  |
| 50 | Nigeria (bandiera)     | C     | Micheal Eric       | 1988 | 211 cm | 109 kg |  |

| Allenatore                                                                                                   |
| - / David Blatt                                                                                              |
| Assistente/i                                                                                                 |
| - Kęstutis Kemzūra - Ümit Temoçin - Ömer Uğurata Legenda - (C) Capitano - (IN) Inattivo - Infortunato Roster |

## Mercato

### Sessione estiva
| Acquisti | Acquisti          | Acquisti       | Acquisti   | Acquisti |
| R.a      | Nome              | da             | Modalità   |          |
| -------- | ----------------- | -------------- | ---------- | -------- |
| P        | Kartal Özmızrak   | İstanbul B.B.  | definitivo |          |
| G        | Muhammed Baygül   | Karşıyaka      | definitivo |          |
| AP       | Stanton Kidd      | Tigers Tubinga | definitivo |          |
| AC       | JaJuan Johnson    | Pall. Cantù    | definitivo |          |
| AP       | Howard Sant-Roos  | ČEZ Nymburk    | definitivo |          |
| C        | Emircan Koşut     | Yesilgiresun   | definitivo |          |
| GA       | James Bell        | Hapoel Holon   | definitivo |          |
| P        | Will Cummings     | Aris Salonicco | definitivo |          |
| P        | Doğuş Özdemiroğlu | Yesilgiresun   | definitivo |          |
| C        | Micheal Eric      | Bilbao Berri   | definitivo |          |

| Cessioni | Cessioni         | Cessioni            | Cessioni       | Cessioni |
| R.       | Nome             | a                   | Modalità       |          |
| -------- | ---------------- | ------------------- | -------------- | -------- |
| G        | Ender Arslan     | Türk Telekom        | fine contratto |          |
| G        | Birkan Batuk     | Anadolu Efes        | rescissione    |          |
| PG       | Mehmet Yağmur    | Galatasaray         | fine contratto |          |
| P        | Brad Wanamaker   | Fenerbahçe          | rescissione    |          |
| AP       | Will Clyburn     | CSKA Mosca          | fine contratto |          |
| GA       | James Anderson   | Chimki              | rescissione    |          |
| AG       | Adrien Moerman   | Barcellona          | fine contratto |          |
| C        | Ante Žižić       | Cleveland Cavaliers | fine contratto |          |
| C        | Marcus Slaughter | Virtus Bologna      | fine contratto |          |
| G        | Dairis Bertāns   | Olimpia Milano      | fine contratto |          |
| AG       | Luke Harangody   | Ulma                | fine contratto |          |
| C        | Oğuz Savaş       | Free agent          | fine contratto |          |